# Psyrassa woodleyi
Psyrassa woodleyi är en skalbaggsart som beskrevs av Steven W. Lingafelter 2008. Psyrassa woodleyi ingår i släktet Psyrassa och familjen långhorningar. Inga underarter finns listade i Catalogue of Life.